# Salle des Pèlerins

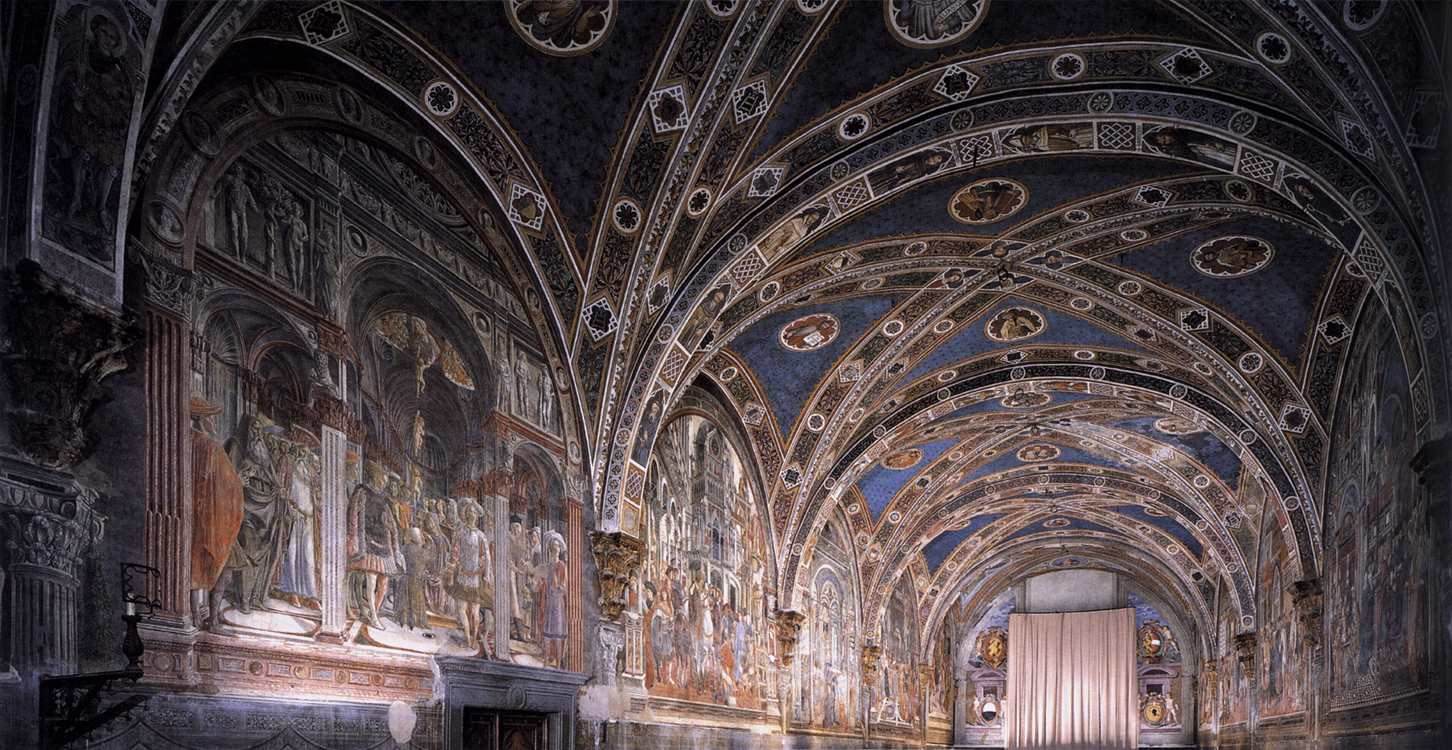
Parois et voûte peintes.

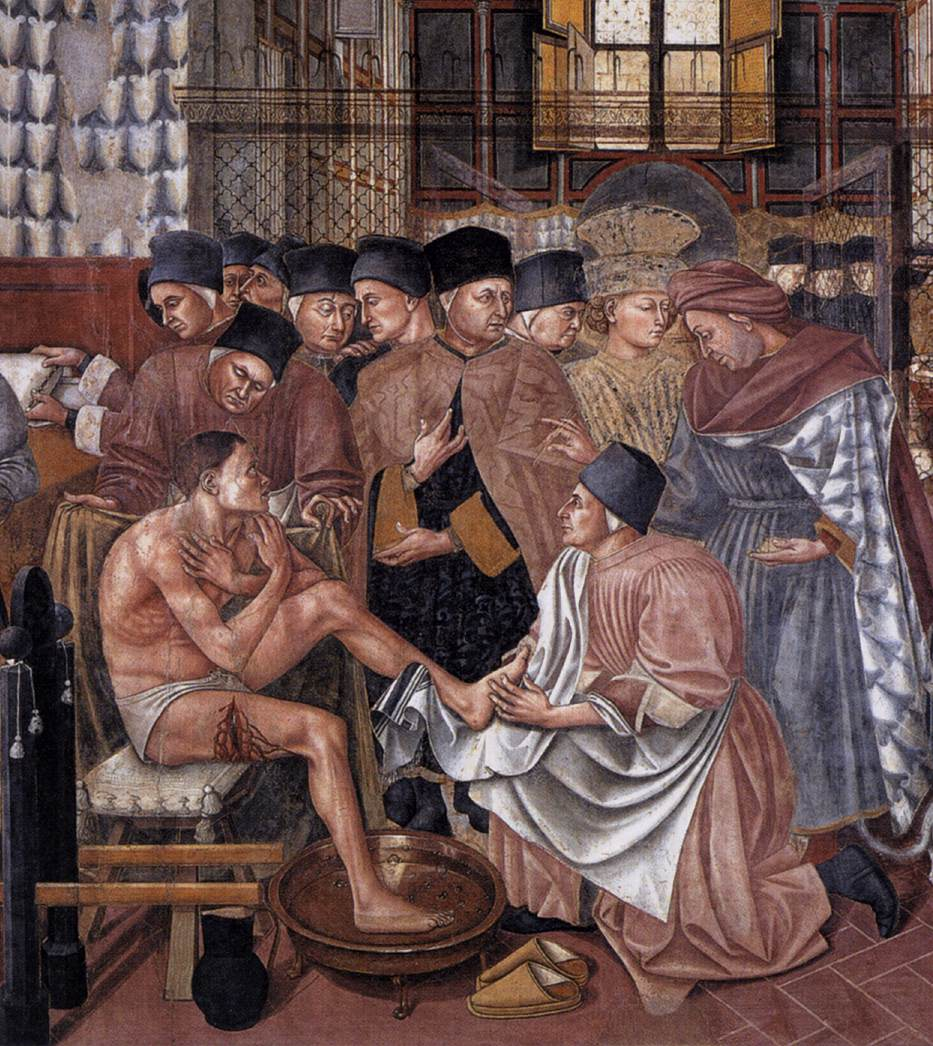
Détail : les soins aux malades.

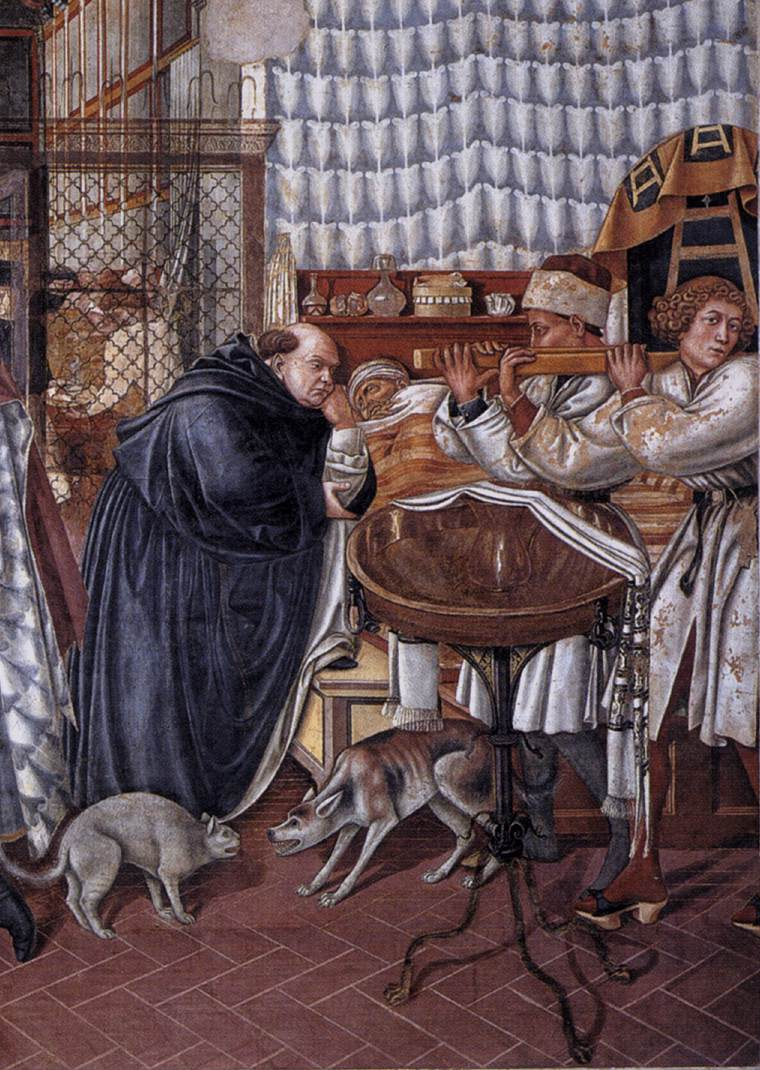
Détail : les soins aux malades.

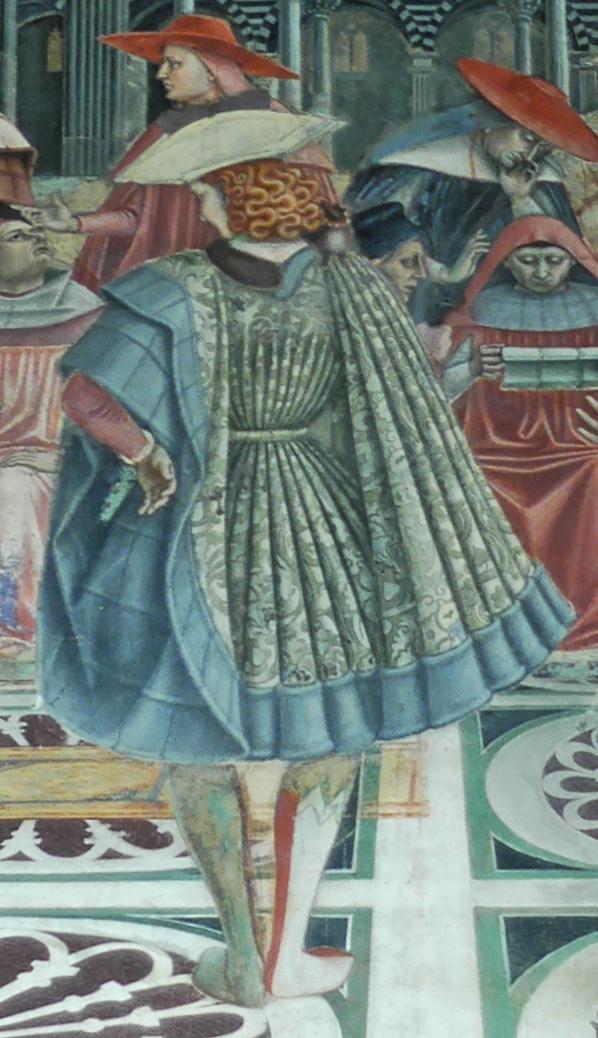
Détail : la visite du pape Célestin III.

La Salle des Pèlerins est une salle de l'ex-Hôpital  Santa Maria della Scala de Sienne consacrée à l'infirmerie. Elle remarquable par ses peintures murales, un des plus importants cycles de fresques du Quattrocento siennois, qui illustre la venue et l'accueil des pèlerins dans l'hôpital catholique situé en face du Duomo de Sienne. 
Le recouvrement total des parois nécessita les travaux de  Domenico di Bartolo, Pietro d'Achille Crogi, Priamo della Quercia, Vecchietta et ensuite, vers 1570,  de Giovanni di Raffaele Navesi.
Les fresques ne furent redécouvertes qu'après le nettoyage du blanchissement des murs opéré au XVIIIe siècle.
| Localisation | IMG | Sujet | Peintre                                               | Année           | Description du thème |
| ------------ | --- | --- | ----------------------------------------------------- | --------------- | -------------------- |
| 2 dx         |     | Storia del Beato Sorore « Histoire du bienheureux Sorore »                                                                         | Vecchietta                                            | 1441 circa      |                      |
| 3 dx         |     | Elemosina del vescovo « Aumône de l'évêque »                                                                                       | Domenico di Bartolo                                   | 1442-1443       |                      |
| 4 dx         |     | Investitura del rettore dell'ospedale « Investiture du recteur de l'hôpital »                                                      | Priamo della Quercia                                  | 1442            |                      |
| 5 dx         |     | Celestino III concede privilegi di autonomia all'ospedale « Le Pape Célestin III accorde de privilège de l'autonomie à l'hôpital » | Domenico di Bartolo                                   | 1442-1444       |                      |
| 6 dx         |     | Pagamento dei baliatici con il denaro « Rétribution des nourrices avec de l'argent »                                               | Pietro d'Achille Crogi et Giovanni di Raffaele Navesi | 1575-1577 circa |                      |
| 6 sx         |     | Pagamento dei baliatici con il grano « Rétribution des nourrices avec du blé »                                                     | Pietro d'Achille Crogi et Giovanni di Raffaele Navesi | 1575-1577 circa |                      |
| 5 sx         |     | Governo e cura degli infermi « Gerstion et soin des infirmes »                                                                     | Domenico di Bartolo                                   | 1440-1441       |                      |
| 4 sx         |     | Distribuzione delle elemosine « Distribution des aumônes »                                                                         | Domenico di Bartolo                                   | 1441            |                      |
| 3 sx         |     | Accoglienza, educazione e matrimonio di una figlia dello spedale « Accueil, éducation et mariage d'une fille de l'hôpital »        | Domenico di Bartolo                                   | 1441-1442       |                      |
| 3 sx         |     | Pranzo dei poveri « Repas des pauvres »                                                                                            | Domenico di Bartolo                                   | 1443-1444       |                      |